# آیتل موبایل
آیتل موبایل (انگلیسی: Itel Mobile) شرکت الکترونیک چینی است، که در سال ۲۰۱۴ تأسیس شد.